# Samfundsklasse
|  | For alternative stratifikationsmodeller se også Socialgruppemodellen og Max Webers stratifikationsmodel |
Inden for samfundsvidenskaben betegner en samfundsklasse, socialklasse eller blot klasse social kategori i et samfund, der er hierarkisk placeret over eller under andre klasser. Klassebegrebet betoner således en fælles social ulighed på tværs af mennesker, hvor en klasse besidder en bestemt position i samfundet. Disse hierarkiske inddelinger afhænger af forskellige definitioner givet af samfundsforskere. Positionerne defineres typisk med udgangspunkt i begreber som magt, prestige, kapital eller relation til produktionsmidlerne.
Der er således ikke én definition på klasse, og der findes derfor en række opdelinger, som alle henviser til klassebegrebet. Inden for Marxismen mener man, der findes to klasser, og i det kapitalistiske samfund relateres disse til hinanden ved at have forskellige ejerskabsforhold til produktionsmidlerne og egen arbejdskraft. Senere i den klasseteoretiske tradition har man argumenteret for flere klasser; en inddeling kan eksempelvis være overklasse, middelklasse, arbejderklasse.
Begrebet er ikke mindst centralt i sociologien og i den normative politiske teori. Det har været meget anvendt i den politiske debat, ikke mindst af marxistisk inspirerede bevægelser. Ordets oprindelse kommer af det latinske substantiv classis: afdeling. Klassebegrebet er blot ét bud på en stratifikationsmodel med henblik på at beskrive den sociale lagdeling i et samfund. Begrebet er derfor nært beslægtet med det danske socialgruppebegreb, der ligeledes hierarkisk opdeler i sociale kategorier, men her betoner man i mindre grad økonomiske forhold og anser grupperne for også at være udtryk for social anseelse.

## Definition
Der er ikke enighed om definitionen på klasse. Ofte er ejerskab til produktionsmidlerne en afgørende faktor, men også andre kriterier er vigtige. Til tider bruges ordet upræcist om en hvilkensomhelst samfundsgruppe med fælles kendetegn. Den amerikanske forfatter Richard Florida skabte begrebet den kreative klasse om dem, der spiller en særlig kulturel og økonomisk rolle som iværksættere. Professor Jørgen Dich skrev i 1973 debatbogen Den herskende klasse, hvori klassen betød alle offentligt ansatte.

## Marxistisk klasseteori
Karl Marx er klasseteoriens ophavsmand, og begrebet spiller en central rolle i marxismen. I den marxistiske tankegang optræder to grundlæggende klasser: de, der ejer produktionsmidlerne, og de, som direkte eller indirekte sælger deres arbejdskraft og betjener produktionsmidlerne. Denne modsætning findes i tre grundlæggende samfundsstrukturer:
1. antikke samfund: frie borgere og slaver,
2. feudale samfund: godsejere og fæstere,
3. industrielle samfund: borgerskabet eller kapitalisterne og arbejderklassen.

Det er en central del af teorien, at denne modsætning er en hoveddrivkraft i samfundsudviklingen. 
Allerede i Marx' samtid blev denne enkle struktur kritiseret for at være for primitiv. Der fandtes flere samfund, hvori denne struktur ikke kunne anses for dækkende. I erkendelse af, at forholdet vil vise stor variation i tid og sted, har marxismen indført begrebet "samfundsformation" for at betegne den konkrete samfundsramme (det konkrete samfund i tid og rum), hvor "klassekampen" finder sted.

## Nyere klasseteorier
Et alternativ til Marx' klasseteorier kommer fra Max Weber, som opfatter klasser som grupper med nogenlunde samme muligheder i livet (livschancer). Også den franske sociolog Pierre Bourdieu har lavet analyser af sociale klasser i de højtudviklede vestlige lande. Han lægger stor vægt på begreberne kulturel kapital (fx fortrolighed med akademisk og finkulturel sprogbrug og andre koder) og social kapital (netværk i form af familie, venner og bekendtskabskreds) som kilde til magt og dermed klasseforskelle. 

## Sociale klasser i Danmark

### Erik Jørgen Hansens opgørelse
Den danske samfundsforsker Erik Jørgen Hansen har beskæftiget sig meget med undersøgelser af danske samfundsklasser og blandt andet foretaget en opgørelse af de sociale klassers relative størrelse i Danmark i 1986. Inspireret af den amerikanske sociolog Erik Olin Wright opererer han med tre kriterier for klasseinddelingen: besiddelse af fysisk kapital, bureaukratisk kapital og kundskabskapital. 
Den første type kapital svarer til det traditionelle ejerskab til produktionsmidlerne. Den anden type handler om adgangen til ledelsesroller på arbejdsmarkedet, og den sidste hænger sammen med uddannelse. De dominerende klasser (inddelt i småborgerskabet og mellemlagene) er de, der besidder mindst en af de tre typer magt, og de udgør knap 40 % af befolkningen, mens arbejderklassen udgøres af dem, der hverken besidder kapital, ledelsesmyndighed eller eftertragtede kundskaber. Denne gruppe udgør 56 % af befolkningen. De sidste 5 % er personer, der ikke kan indplaceres i denne ordning, fordi de hverken nu eller tidligere har haft tilknytning til arbejdsmarkedet. Opgøres klassernes størrelse på familieniveau i stedet for individniveau, bliver fordelingen lidt anderledes, idet mange snarere oplever deres klassemæssige tilhørsforhold i lyset af ægtefællens end af deres eget arbejde. På familieniveau udgør småborgerskab og mellemlag så 52 % af befolkningen, arbejderklassen 46 % og 2 % ikke kan kategoriseres. 

### En opgørelse fra 2012
I bogen "Det danske klassesamfund - Et socialt Danmarksportræt" fra 2012 opstiller forfatterne Lars Olsen, Niels Ploug, Lars Andersen og Jonas Schytz Juul på baggrund af data fra Danmarks Statistik en ny klasseinddeling, der ud over befolkningens position i arbejdslivet opererer med uddannelse som et afgørende inddelingskriterium. Deres klasseinddeling er som følger:
Overklassen (1 % af de 18-59-årige bortset fra studerende)
- Selvstændige der tjener over tre gange så meget (i 2012: 1,2 mio. kr.) som den typiske indkomst
- Topledere der tjener over tre gange så meget som den typiske indkomst
- Personer med videregående uddannelse der tjener over tre gange så meget som den typiske indkomst
- Eksempler: Fabrikant, bankdirektør, finansanalytiker, kommunaldirektør

Højere middelklasse (9 % af de 18-59-årige bortset fra studerende)
- Selvstændige der tjener mellem to og tre gange så meget (i 2012: mellem 807.000 kr. og 1,2 mio. kr.) som den typiske indkomst
- Topledere der tjener mellem to og tre gange så meget som den typiske indkomst
- Personer med videregående uddannelse der tjener mellem to og tre gange så meget som den typiske indkomst
- Personer med akademisk uddannelse, der ikke indgår i overklassen, uanset indkomst
- Eksempler: Skoleleder, ingeniør, gymnasielærer, læge

Middelklasse (24 % af de 18-59-årige bortset fra studerende)
- Selvstændige der tjener under det dobbelte (i 2012 under 807.000 kr.) af den typiske indkomst
- Topledere der tjener under det dobbelte af den typiske indkomst
- Personer med kort eller mellemlang videregående uddannelse der tjener under det dobbelte af den typiske indkomst
- Eksempler: Murermester, brugsuddeler, folkeskolelærer, sygeplejerske

Arbejderklasse (47 % af de 18-59-årige bortset fra studerende)
- Personer med erhvervsfaglig uddannelse der ikke indgår i en af de øvrige klasser
- Ufaglærte der ikke indgår i en af de øvrige klasser
- Eksempler: Industritekniker, tømrer, lastbilchauffør, sosu-assistent

Underklasse (20 % af de 18-59-årige bortset fra studerende)
- Personer der er uden for arbejdsmarkedet mere end 80 % af året
- Eksempler: Førtidspensionist, kontanthjælpsmodtager

Forfatterne mener, at der i det 21. århundrede sker store forandringer mellem klassernes forhold, især i toppen af samfundet: Overklassen og den højere middelklasse lægger i stigende grad afstand til de øvrige grupper - økonomisk, socialt og geografisk.